# Teo Đogaš
Teo Đogaš, född 19 februari 1977 i Split, är en kroatisk vattenpolospelare. Han ingick i Kroatiens landslag vid olympiska sommarspelen 2008.
Đogaš gjorde sju mål i herrarnas OS-turnering i Peking där det kroatiska lagets insats räckte till en sjätteplats.
Đogaš tog VM-guld i samband med världsmästerskapen i simsport 2007 i Melbourne.